# Midnight Man (Flash and the Pan)
Midnight Man is een nummer van de Australische band Flash and the Pan uit 1985. Het is de eerste single van hun vierde studioalbum Early Morning Wake Up Call.
Met een 66e positie flopte het nummer in Australië, het thuisland van Flash and the Pan. Wel werd "Midnight Man" in een paar Europese landen een hit. In de Nederlandse Top 40 haalde het een bescheiden 23e positie.